# Ванден-ле-Вьей
Ванден-ле-Вьей (фр. Vendin-le-Vieil) — коммуна во Франции, регион О-де-Франс, департамент Па-де-Кале, округ Ланс, кантон Венгль. Расположена в 6 км к северо-востоку от Ланса, в 3 км от национальной автомагистрали N47.
Население (2018) — 8 543 человека.

## Достопримечательности
- Церковь Святого Леже, восстановленная после Первой мировой войны.
- Церковь Святого Августа 1894 года, восстановленная в 1921-1925 годах

## Экономика
Структура занятости населения:
- сельское хозяйство — 0,2 %;
- промышленность — 12,8 %;
- строительство — 2,9 %;
- торговля, транспорт и сфера услуг — 64,2 %;
- государственные и муниципальные службы — 19,9 %.

Уровень безработицы (2017) — 13,5 % (Франция в целом — 13,4 %, департамент Па-де-Кале — 17,2 %). 

Среднегодовой доход на 1 человека, евро (2017) — 19 130 (Франция в целом — 21 110, департамент Па-де-Кале — 18 610).

## Демография
Динамика численности населения, чел.

## Администрация
Пост мэра Ванден-ле-Вьей с 2020 года занимает Людовик Гамбье (Ludovic Gambiez). На муниципальных выборах 2020 года возглавляемый им левый список победил в 1-м туре, получив 61,97 % голосов.
| Период | Период | Фамилия        | Партия                                                             | Примечания                                       |
| ------ | ------ | -------------- | ------------------------------------------------------------------ | ------------------------------------------------ |
| 1946   | 1989   | Рафаэль Дюфур  | Французская секция Рабочего интернационала Социалистическая партия | работник угольной компании                       |
| 1989   | 2020   | Дидье Йель     | Социалистическая партия                                            | профессор, член Генерального совета департамента |
| 2020   |        | Людовик Гамбье |                                                                    |                                                  |

## Галерея
- Церковь Святого Августа
- Церковь Святого Леже

1. 1 2  база данных о французских коммунах — Национальный географический институт Франции, 2015.